# Dürnzhausen

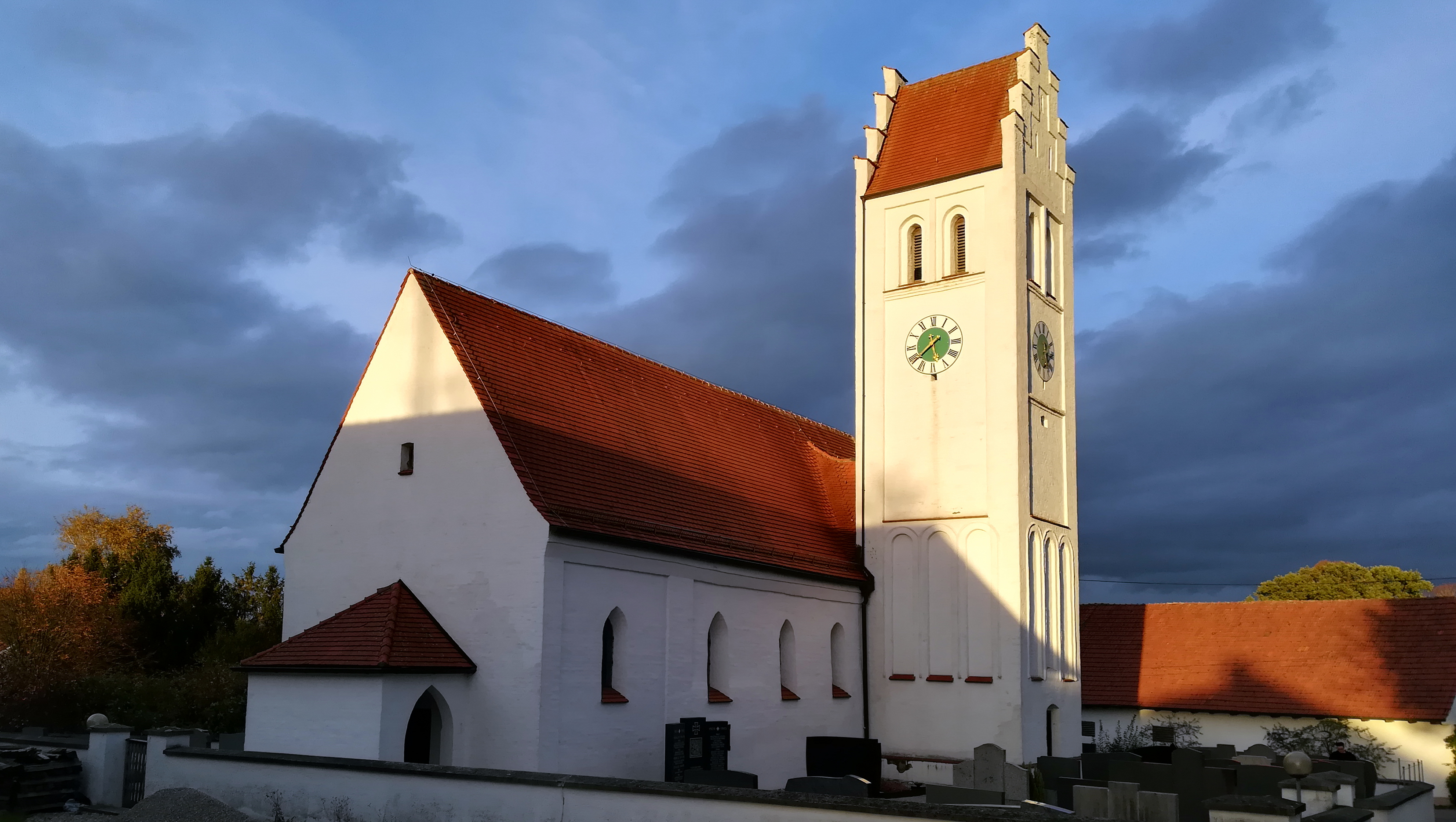
Katholische Kuratiekirche St. Georg

Dürnzhausen ist ein Pfarrdorf in der Hallertau, dem größten zusammenhängendem Hopfen-Anbaugebiet der Welt. Heute gehört der Ort zur Gemeinde Schweitenkirchen im oberbayerischen Landkreis Pfaffenhofen an der Ilm an.

## Geographie
Dürnzhausen befindet sich im Nordosten der Gemeinde Schweitenkirchen.
Die Lage der Gemeinde zeichnet sich durch eine günstige Verkehrsanbindung aufgrund der Nähe zu den Autobahnen A 9 und A 93 aus. Die Entfernung nach München beträgt 53 km, nach Ingolstadt 35 km, nach Augsburg und Regensburg jeweils ca. 75 km.

## Geschichte
Dürnzhausen wurde im Jahr 757 zum ersten Mal urkundlich erwähnt. Um das Jahr 750 nahm der Bischof von Freising eine Schenkung aus der Hand eines Mannes namens Thedoricus entgegen. Diese Schenkung umfasste Wiesen, Weiden, Wasserlauf, Wälder und Auen.
Auf den Namen Thedoricus ist der heutige Ortsname Dürnzhausen zurückzuführen. Über die Jahrhunderte hinweg variiert die Schreibweisen für den Ort, von Tioruneshusen (um 900) über Tirentzhausen (um 1500) und zahlreichen weiteren Varianten bis zum heutigen Dorfnamen Dürnzhausen.
Im Jahr 1971 gab die seit 1818 (zweites Gemeindeedikt) bestehende Gemeinde ihre Selbstständigkeit auf und wurde Ortsteil der Gemeinde Schweitenkirchen. Zum Zeitpunkt der Auflösung hatte die Gemeinde Dürnzhausen rund 470 Einwohner. Das Gemeindegebiet umfasste bis dahin auch die Ortschaften Gundelshausen, Hirschhausen, Loipertshausen, Schmiedhausen und Weikenhausen.
Das heutige Dürnzhausen hatte am 31. Dezember 2024 271 Einwohner.

## Politik
Die Bürgermeister der ehemaligen Gemeinde Dürnzhausen waren:
- 1870–1876  Niedermaier
- 1876–1881  Georg Federl (Voicht)
- 1882–1891  Xaver Federl (Lachermaier)
- 1891–1919  Josef Summerer (Moll)
- 1919–1923  Sebastian Federl (Voicht)
- 1923–1927  Sebastian Federl (Lachermaier)
- 1927–1937  Sebastian Federl (Voicht)
- 1937–1945  Anton Oberpriller (Schmiedwolf)
- 1945–1960  Martin Kaindl (Benz)
- 1960–1971  Xaver Konrad (Huber)

## Vereine
- Schützenverein Frohsinn Dürnzhausen seit 1971
- Freiwillige Feuerwehr Dürnzhausen e. V. seit 1899
- Krieger-, Soldaten- und Kameradschaftsverein Dürnzhausen seit 1902
- Eicher- und Oldtimer-Freunde Dürnzhausen seit 2006
- Burschen Dürnzhausen seit 1973

## Sehenswürdigkeiten
- Kirche St. Georg, gotischen Ursprungs mit Glocken aus dem Jahr 1433
- Kummernuss-Kapelle